# Epizeuxis curvipalpis
Epizeuxis curvipalpis är en fjärilsart som beskrevs av Butler 1879. Epizeuxis curvipalpis ingår i släktet Epizeuxis och familjen nattflyn. Inga underarter finns listade i Catalogue of Life.